# Senoncourt
Cet article possède un paronyme, voir Menoncourt.
Pour l’article homonyme, voir Senoncourt-les-Maujouy.
Senoncourt est une commune française située dans le département de la Haute-Saône, la région culturelle et historique de Franche-Comté et la région administrative Bourgogne-Franche-Comté.

## Géographie

### Communes limitrophes
Les communes limitrophes sont Polaincourt-et-Clairefontaine, Amance, Contréglise, Menoux et Saint-Rémy-en-Comté.

### Climat
Pour des articles plus généraux, voir Climat de la Bourgogne-Franche-Comté et Climat de la Haute-Saône.
En 2010, le climat de la commune est de type climat des marges montargnardes, selon une étude du Centre national de la recherche scientifique s'appuyant sur une série de données couvrant la période 1971-2000. En 2020, Météo-France publie une typologie des climats de la France métropolitaine dans laquelle la commune est dans une zone de transition entre le climat océanique altéré et le climat océanique altéré et est dans la région climatique  Lorraine, plateau de Langres, Morvan, caractérisée par un hiver rude (1,5 °C), des vents modérés et des brouillards fréquents en automne et hiver. 
Pour la période 1971-2000, la température annuelle moyenne est de 10,1 °C, avec une amplitude thermique annuelle de 17,1 °C. Le cumul annuel moyen de précipitations est de 974 mm, avec 12,9 jours de précipitations en janvier et 9,6 jours en juillet. Pour la période 1991-2020, la température moyenne annuelle observée sur la station météorologique de Météo-France la plus proche, « Venisey », sur la commune de Venisey à 5 km à vol d'oiseau, est de 11,0 °C et le cumul annuel moyen de précipitations est de 850,7 mm. 
La température maximale relevée sur cette station est de 39,7 °C, atteinte le 25 juillet 2019 ; la température minimale est de −17,4 °C, atteinte le 30 décembre 2005,,. 
Les paramètres climatiques de la commune ont été estimés pour le milieu du siècle (2041-2070) selon différents scénarios d'émission de gaz à effet de serre à partir des nouvelles projections climatiques de référence DRIAS-2020. Ils sont consultables sur un site dédié publié par Météo-France en novembre 2022.

## Urbanisme

### Typologie
Au 1er janvier 2024, Senoncourt est catégorisée commune rurale à habitat dispersé, selon la nouvelle grille communale de densité à sept niveaux définie par l'Insee en 2022.
Elle est située hors unité urbaine. Par ailleurs la commune fait partie de l'aire d'attraction de Vesoul, dont elle est une commune de la couronne,. Cette aire, qui regroupe 158 communes, est catégorisée dans les aires de 50 000 à moins de 200 000 habitants,.

### Occupation des sols

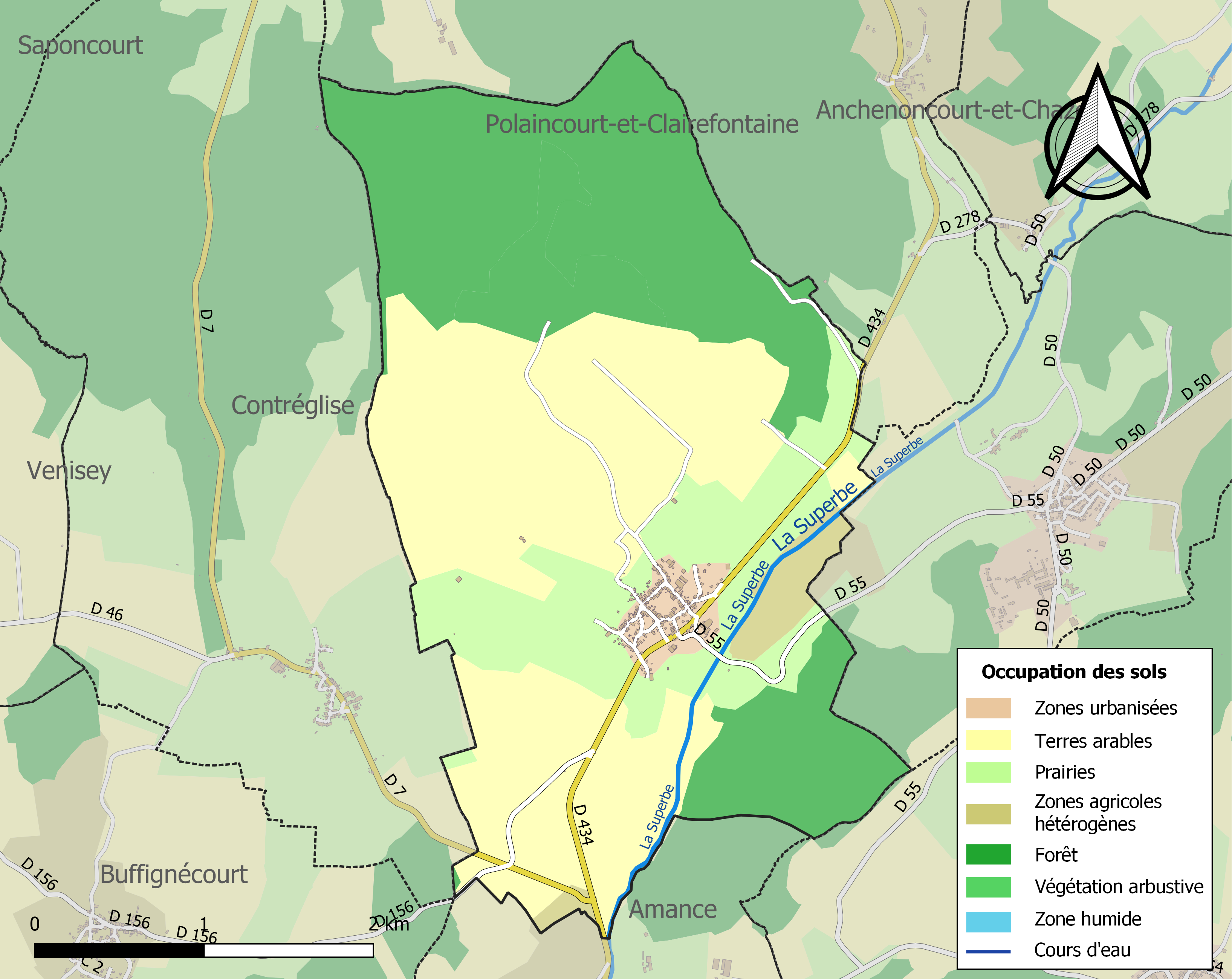
Carte des infrastructures et de l'occupation des sols de la commune en 2018 (CLC).

L'occupation des sols de la commune, telle qu'elle ressort de la base de données européenne d’occupation biophysique des sols Corine Land Cover (CLC), est marquée par l'importance des territoires agricoles (60,4 % en 2018), une proportion sensiblement équivalente à celle de 1990 (60,5 %). La répartition détaillée en 2018 est la suivante : 
terres arables (40,9 %), forêts (37,1 %), prairies (16,6 %), zones agricoles hétérogènes (2,8 %), zones urbanisées (2,6 %). L'évolution de l’occupation des sols de la commune et de ses infrastructures peut être observée sur les différentes représentations cartographiques du territoire : la carte de Cassini (XVIIIe siècle), la carte d'état-major (1820-1866) et les cartes ou photos aériennes de l'IGN pour la période actuelle (1950 à aujourd'hui).

### Habitat et logement
En 2020, le nombre total de logements dans la commune était de 112, alors qu'il était de 115 en 2015 et de 125 en 2010.
Parmi ces logements, 74,9 % étaient des résidences principales, 6,3 % des résidences secondaires et 18,8 % des logements vacants. Ces logements étaient pour 95,6 % d'entre eux des maisons individuelles et pour 4,4 % des appartements.
Le tableau ci-dessous présente la typologie des logements à Senoncourt en 2020 en comparaison avec celle de la Haute-Saône et de la France entière. Une caractéristique marquante du parc de logements est ainsi une proportion de résidences secondaires et logements occasionnels (6,3 %) supérieure à celle du département (6,2 %) mais inférieure à celle de la France entière (9,7 %). Concernant le statut d'occupation de ces logements, 91,9 % des habitants de la commune sont propriétaires de leur logement (87,1 % en 2015), contre 68,8 % pour la Haute-Saône et 57,5 pour la France entière.
| Typologie                                               | Senoncourt | Haute-Saône | France entière |
| ------------------------------------------------------- | ---------- | ----------- | -------------- |
| Résidences principales (en %)                           | 74,9       | 83          | 82,1           |
| Résidences secondaires et logements occasionnels (en %) | 6,3        | 6,2         | 9,7            |
| Logements vacants (en %)                                | 18,8       | 10,7        | 8,2            |

## Politique et administration

### Rattachements administratifs et électoraux

#### Rattachements administratifs
Senoncourt fait partie de l'arrondissement de Vesoul du département de la Haute-Saône, en région Bourgogne-Franche-Comté
La commune faisait partie depuis 1793 du canton d'Amance. Dans le cadre du redécoupage cantonal de 2014 en France, cette circonscription administrative territoriale a disparu, et le canton n'est plus qu'une circonscription électorale.

#### Rattachements électoraux
Pour les élections départementales, la commune fait partie depuis 2014 du canton de Port-sur-Saône.
Pour l'élection des députés, elle fait partie de la première circonscription de la Haute-Saône.

### Intercommunalité
La commune était membre de la Communauté de communes Agir ensemble, créée en 1994.
L'article 35 de la loi no 2010-1563 du 16 décembre 2010 « de réforme des collectivités territoriales » prévoyant d'achever et de rationaliser le dispositif intercommunal en France, et notamment d'intégrer la quasi-totalité des communes françaises dans des EPCI à fiscalité propre, dont la population soit normalement supérieure à 5 000 habitants, les communautés de communes : 
- Agir ensemble ;  
- de la Saône jolie ; 
- des six villages ; 
et les communes isolées de Bourguignon-lès-Conflans, Breurey-lès-Faverney et Vilory ont été regroupées pour former le 1er janvier 2014 la communauté de communes Terres de Saône, dont est désormais membre la commune.

### Liste des maires
| Période                                  | Période                        | Identité               | Étiquette | Qualité                  |
| ---------------------------------------- | ------------------------------ | ---------------------- | --------- | ------------------------ |
| Les données manquantes sont à compléter. |                                |                        |           |                          |
| mars 1989                                | mars 1998                      | Jean-François Thiébaud |           |                          |
| mai 1998                                 | mars 2001                      | Michel Thiébaud        |           |                          |
| mars 2001                                | 2014                           | Nelly Thiébaud         |           |                          |
| 2014                                     | mai 2020                       | Patrick Maire          |           |                          |
| mai 2020                                 | automne 2023                   | Matthieu Minic         |           |                          |
| novembre 2023                            | En cours (au 30 novembre 2023) | Christophe Formet      |           | conseiller en patrimoine |

## Population et société
Les habitants du village sont les Senoncourtois et les Senoncourtoises

### Démographie
L'évolution du nombre d'habitants est connue à travers les recensements de la population effectués dans la commune depuis 1793. Pour les communes de moins de 10 000 habitants, une enquête de recensement portant sur toute la population est réalisée tous les cinq ans, les populations de référence des années intermédiaires étant quant à elles estimées par interpolation ou extrapolation. Pour la commune, le premier recensement exhaustif entrant dans le cadre du nouveau dispositif a été réalisé en 2007.

En 2022, la commune comptait 185 habitants, en évolution de −10,19 % par rapport à 2016 (Haute-Saône : −1,4 %, France hors Mayotte : +2,11 %).
| 1793 | 1800 | 1806 | 1821 | 1831 | 1836 | 1841 | 1846 | 1851 |
| ---- | ---- | ---- | ---- | ---- | ---- | ---- | ---- | ---- |
| 550  | 548  | 635  | 644  | 664  | 624  | 628  | 622  | 629  |

| 1856 | 1861 | 1866 | 1872 | 1876 | 1881 | 1886 | 1891 | 1896 |
| ---- | ---- | ---- | ---- | ---- | ---- | ---- | ---- | ---- |
| 524  | 541  | 592  | 560  | 506  | 516  | 505  | 476  | 447  |

| 1901 | 1906 | 1911 | 1921 | 1926 | 1931 | 1936 | 1946 | 1954 |
| ---- | ---- | ---- | ---- | ---- | ---- | ---- | ---- | ---- |
| 450  | 423  | 407  | 363  | 316  | 314  | 316  | 299  | 252  |

| 1962 | 1968 | 1975 | 1982 | 1990 | 1999 | 2006 | 2007 | 2012 |
| ---- | ---- | ---- | ---- | ---- | ---- | ---- | ---- | ---- |
| 245  | 245  | 251  | 256  | 239  | 219  | 213  | 212  | 222  |

| 2017 | 2022 | - | - | - | - | - | - | - |
| ---- | ---- | - | - | - | - | - | - | - |
| 196  | 185  | - | - | - | - | - | - | - |

## Culture locale et patrimoine

### Lieux et monuments

L'église Saint-Étienne
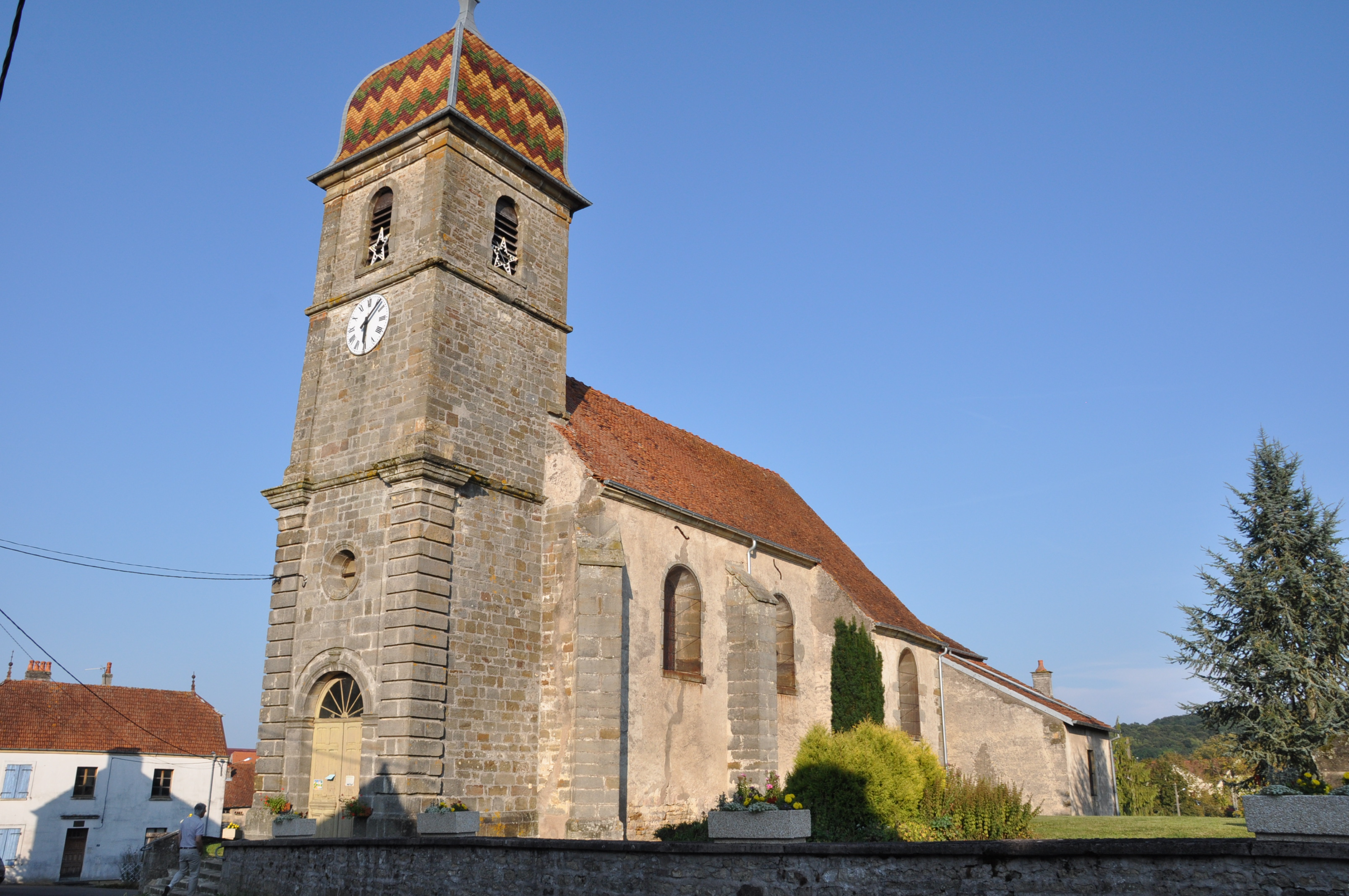
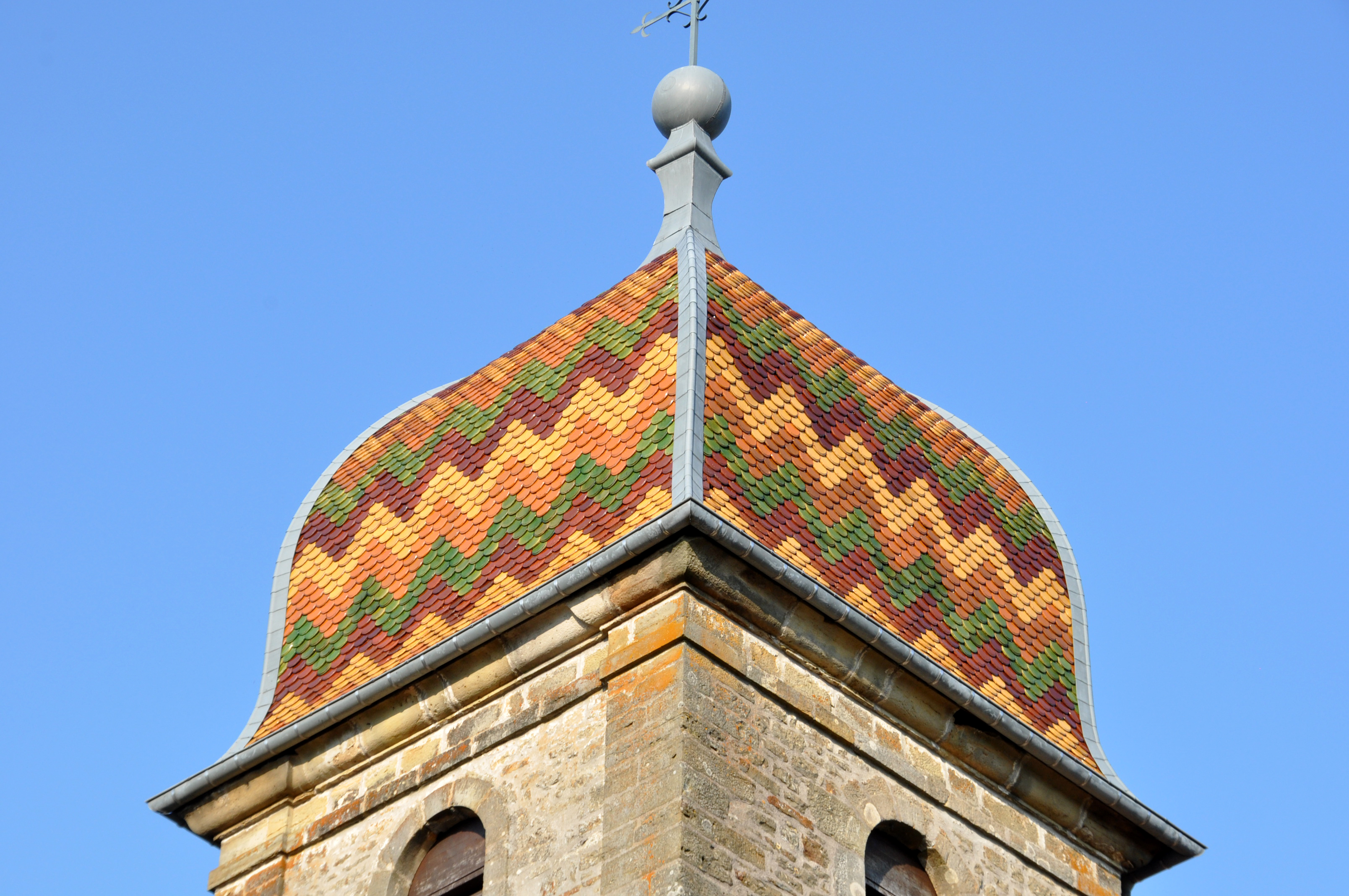
Clocher comtois.

- L'église Saint-Étienne
- Clocher comtois.

### Personnalités liées à la commune
Lieutenant-colonel Pierre Aimé (1772-1840), officier de la Légion d'honneur
Pierre-François Aimé, né à Senoncourt, le 10 août 1772, entra au service militaire en 1789 comme simple soldat. Il était passé successivement par tous les grades lorsqu'il fut admis à la retraite en qualité de lieutenant-colonel, après avoir fait vingt-deux campagnes en vingt-six ans, dans les 9e et 4e régiments de chasseurs à cheval. Voici un résumé de ses états de service :
- À la bataille de Fleurus 26 juillet 1794), avec dix hommes il fit se rendre cent hommes d'infanterie.
- Le 13 octobre 1795, à Vosselaar, il sauva la vie au colonel Thuillier, chef de corps du 2e régiment du génie.
- Le 14 juillet suivant, à la tête de six hommes, il chargea sur deux-cents hommes d'infanterie, et les força de se rendre.
- Avec un détachement de cinquante hommes, il prit, dans un autre engagement, quatre-cents hommes d'infanterie.
- À Fussach, il s'empara d'un magasin de l'ennemi.
- Commandant un détachement de quatre-vingts chasseurs à Saint-Michel, il traversa la colonne d'infanterie ennemie, tua le porte-étendard, s'empara du drapeau, d'une pièce de canon, et fit mettre bas les armes à tout un bataillon.
- À Hanau (30 octobre 1813), à la tête de son régiment, il chargea et enfonça un bataillon carré et le fit prisonnier, en prenant le drapeau et deux canons. Cette dernière action d'éclat lui fit donner par l'empereur, sur le champ de bataille, la croix d'officier de la Légion-d'honneur.
- À la bataille de Wurtzbourg (1796), à Lugano, à Raab (1809), à la Moskowa (1812), à Waterloo (1815), alors colonel, il eut sept chevaux tués sous lui dans des charges contre les factions ennemies et fut blessé à six reprises.

Retiré à Vesoul, où il avait épousé, en premières noces, Mlle Camus, fille du juge de ce nom, et, en secondes noces, Mlle Lange, le colonel Aimé mourut le 4 décembre 1840, à l'âge de soixante-huit ans.